# Il cardellino (film)
Il cardellino (The Goldfinch) è un film del 2019 diretto da John Crowley.
La pellicola è l'adattamento cinematografico dell'omonimo romanzo di Donna Tartt, vincitore del Premio Pulitzer per la narrativa nel 2014. Fanno parte del cast principale Ansel Elgort, Oakes Fegley, Aneurin Barnard, Finn Wolfhard, Sarah Paulson, Luke Wilson, Jeffrey Wright e Nicole Kidman.

## Trama
La madre del tredicenne Theodore Decker rimane uccisa in un attacco terroristico al Metropolitan Museum of Art di New York City. Poco dopo l'esplosione, Theo prende un dipinto, Il cardellino, uno dei pochi dipinti rimasti del pittore olandese Carel Fabritius, e lo nasconde nel suo appartamento. Poiché non ha altri parenti in città e suo padre lo ha abbandonato, Theo va a vivere dai Barbour, la famiglia del suo amico Andy.
Theo si riconnette con Andy e si avvicina alla madre di Andy, Samantha Barbour, che incoraggia il suo interesse per i suoi oggetti d'antiquariato e per l'arte. Dopo che Samantha trova un anello inciso in possesso di Theo, va a visitare il negozio da cui proviene, Hobart & Blackwell. Il negozio è gestito da James "Hobie" Hobart, il cui defunto collega Welton "Welty" Blackwell, poco prima di morire, aveva dato l'anello a Theo affinché lo restituisse, incitandolo a prendere anche il quadro di Fabritius, rimasto miracolosamente integro dopo l'esplosione. Anche la nipote di Welty, Pippa, era al museo ed era sopravvissuta all'attentato. Hobie permette a Theo di visitare Pippa, che ha gravi ferite, e i due diventano amici. Theo inizia a far visita ad Hobie regolarmente, anche dopo che Pippa parte per andare a vivere con sua zia in Texas.
Col passare del tempo, Theo si è talmente integrato nella famiglia dei Barbour che Andy suggerisce ai suoi genitori di adottarlo. Ma prima che questi possano farlo, Larry, il padre ex alcolizzato di Theo, arriva con la sua ragazza Xandra per condurre Theo con sé a Las Vegas. Uno dei pochi oggetti che porta con sé è Il cardellino.
A Las Vegas, Theo fa amicizia con Boris, ragazzo immigrato dall'Ucraina con cui si crea una forte empatia, avendo anch'egli perso sua madre e vivendo con un padre violento e indifferente. Boris introduce Theo nel mondo delle droghe e dell'alcol. 
Intanto Larry tenta di appropriarsi del denaro depositato su un fondo intestato al minore per ripianare i debiti di gioco e, frustrato per non esserci riuscito, si ubriaca e muore tragicamente in un incidente d'auto, forse suicida.
Indifferente alla perdita e terrorizzato dal fatto che Xandra lo possa dare in affidamento, Theo decide di scappare implorando Boris di andare con lui: l'amico, per ragioni che non spiega, gli risponde di non poterlo fare, promette di raggiungere Theo più avanti, ma non lo farà mai. Theo viaggia fino a New York dove chiede ospitalità a Hobie, il quale gli permette di vivere con lui.
Otto anni dopo il suo ritorno a New York City, Theo incontra Platt, il fratello maggiore di Andy. Platt lo informa che suo padre era bipolare e che lui e Andy erano rimasti uccisi in un incidente in barca. Theo si reca a trovare la signora Barbour e incontra la sorella minore di Andy, Kitsey, che flirta con lui.
Theo lavora vendendo oggetti d'antiquariato che Hobie trova e ripara. Un commerciante d'arte scontento accusa Theo di avergli venduto un falso, che Theo si offre di riacquistare. Tuttavia il commerciante ritiene che Theo possieda Il cardellino e che lo abbia usato per finanziare il negozio. Theo è scioccato dal fatto che l'uomo abbia fatto il collegamento tra lui e il dipinto, ma è sollevato dal fatto che l'ipotesi del commerciante sul fatto che il dipinto sia stato ceduto in garanzia a criminali di Miami sia sbagliata, giacché Theo lo ha sempre conservato in un armadietto, dov'è convinto che continui a trovarsi, senza averlo mai mostrato ad alcuno.
Theo si fidanza con Kitsey, che però non ama, visto che nutre ancora un amore segreto per Pippa, che ora vive a Londra. Theo sorprende Kitsey a tradirlo, ma decide di non lasciarla a causa del suo affetto per la signora Barbour e dell'atteggiamento permissivo di Kitsey nei confronti della sua assuefazione alle droghe.
Un giorno, cercando un posto dove comprare della droga, Theo entra in un bar ed incontra Boris, che si scusa con lui. Theo inizialmente crede che le sue scuse siano per il fatto di non averlo mai raggiunto a New York anni prima, ma poi Boris gli racconta che aveva rubato Il cardellino anni prima, dopo che Theo gliel'aveva mostrato, avendo dimenticato il fatto perché ubriaco. Da allora, Boris aveva usato il quadro per finanziare la sua vita criminale: non è però più in possesso del dipinto, poiché una banda di teppisti gliel'aveva rubato. Theo è inorridito e scappa.
Alla festa di fidanzamento di Theo con Kitsey, arriva Boris e gli dice che ha un piano per recuperare Il cardellino. I due si recano ad Amsterdam, dove Theo finge di essere un ricco uomo d'affari e rivendicano il dipinto. Tuttavia, il piano va male e Boris viene ferito da un colpo di pistola. Theo uccide un uomo per legittima difesa, perdendo di nuovo il dipinto.
Theo va nella sua camera d'albergo e tenta il suicidio, ma viene salvato in tempo da Boris che lo informa che, sapendo dove si trova il dipinto, ha fatto in modo che la polizia potesse recuperarlo insieme ad altre opere d'arte rubate, tra cui un Rembrandt. Boris sostiene che forse il loro strano e ingombrante percorso era tutto per il bene più grande e che fa tutto parte della strana cosa chiamata vita.
Il film si conclude con un flashback di Theo e sua madre nel museo mentre guardano Il cardellino poco prima dell'esplosione.

## Produzione

### Sviluppo
A luglio 2014, i diritti cinematografici del romanzo sono stati venduti alla Warner Bros. Pictures e alla RatPac Entertainment, con ICM Partners che ha negoziato l'accordo. Due anni dopo, John Crowley è stato assunto per dirigere l'adattamento cinematografico.  Ad agosto 2017, Warner Bros. ha finalizzato un accordo con Amazon Studios per co-finanziare l'adattamento: Amazon avrebbe contribuito ad oltre un terzo del budget del progetto e avrebbe ottenuto i diritti di streaming del film sul suo servizio Prime, mentre la Warner Bros. lo avrebbe distribuito nelle sale cinematografiche.

### Cast
Il 4 ottobre 2017, dopo una ricerca di due mesi, Ansel Elgort è stato selezionato per interpretare il ruolo principale di Theodore "Theo" Decker. Lo stesso giorno, il direttore della fotografia Roger Deakins ha rivelato a Variety che Il cardellino sarebbe stato il suo prossimo progetto dopo Blade Runner 2049. Sempre ad ottobre, Aneurin Barnard è stato scelto come Boris. Il 15 novembre Sarah Paulson è stata selezionata per il ruolo di Xandra. A fine novembre, Trevor Gureckis è stato assunto come compositore del film.  A dicembre, Willa Fitzgerald e Ashleigh Cummings sono entrate nel cast. A gennaio 2018, Jeffrey Wright, Luke Wilson, Finn Wolfhard e Luke Kleintank si sono uniti al cast. Nello stesso mese, il resto del cast è stato annunciato.

### Riprese
Le riprese sono iniziate a New York il 23 gennaio 2018, prima di spostarsi ad Albuquerque il 3 aprile 2018 per il resto della produzione.

## Promozione
Il primo trailer è stato diffuso il 29 maggio 2019, accompagnato dal brano Otherside di Perfume Genius.

## Distribuzione
Il film è stato presentato in anteprima l'8 settembre 2019 al Toronto International Film Festival. È stato distribuito nelle sale cinematografiche statunitensi il 27 settembre 2019, mentre in quelle italiane, dopo essere stato annunciato nelle sale per il 10 ottobre 2019 verrà pubblicato sulle piattaforme streaming dal 6 dicembre 2019.

### Divieti
Negli Stati Uniti il film è stato vietato ai minori di 17 anni per la presenza di "linguaggio non adatto e uso di droga".